# Militära grader i Waffen-SS
Militära grader i Waffen-SS visar tjänstegraderna och gradbeteckningarna i Waffen-SS. Till skillnad från de paramilitära graderna i Allgemeine SS och de delar av Gestapo och Sicherheitsdienst som var förenade med SS var tjänstegraderna i Waffen-SS militära grader. Dessutom visas truppslagsfärgerna i Waffen-SS.

## Grader och gradbeteckningar
| Gradbeteckning | Gradbeteckning                  | Gradbeteckning              | Tjänstegrad                                               | Motsvarande grad i Wehrmacht                        | Motsvarande grad i Wehrmacht |  |
| Kragspegel     | Axelklaffar och vänster överarm | Kamouflage- och vinterdräkt | Tjänstegrad                                               | Motsvarande grad i Wehrmacht                        | Motsvarande grad i Wehrmacht |  |
|                |                                 |                             |                                                           |                                                     |                              |  |
|                |                                 |                             | SS-Oberst-Gruppenführer und Generaloberst der Waffen-SS   | Generaloberst                                       |                              |  |
|                |                                 |                             | SS-Obergruppenführer und General der Waffen-SS            | General                                             |                              |  |
|                |                                 |                             | SS-Gruppenführer und Generalleutnant der Waffen-SS        | Generalleutnant                                     |                              |  |
|                |                                 |                             | SS-Brigadeführer und Generalmajor der Waffen-SS           | Generalmajor                                        |                              |  |
|                |                                 |                             |                                                           |                                                     |                              |  |
|                |                                 |                             | SS-Oberführer                                             | motsvarighet saknades                               | motsvarighet saknades        |  |
|                |                                 | SS-Standartenführer         | Oberst                                                    |                                                     |                              |  |
|                |                                 |                             | SS-Obersturmbannführer                                    | Oberstleutnant                                      |                              |  |
|                |                                 |                             | SS-Sturmbannführer                                        | Major                                               |                              |  |
|                |                                 |                             | SS-Hauptsturmführer                                       | Hauptmann                                           |                              |  |
|                |                                 |                             | SS-Obersturmführer                                        | Oberleutnant                                        |                              |  |
|                |                                 |                             | SS-Untersturmführer                                       | Leutnant                                            |                              |  |
|                |                                 |                             |                                                           |                                                     |                              |  |
|                |                                 |                             | SS-Sturmscharführer                                       | Stabsfeldwebel                                      |                              |  |
|                |                                 |                             | SS-Standartenoberjunker (Führeranwärter - FA)             | Fahnenjunker-Oberfeldwebel (Offizieranwärter - OA)  |                              |  |
|                | SS-Hauptscharführer             | Oberfeldwebel               |                                                           |                                                     |                              |  |
|                |                                 |                             | SS-Standartenjunker (Führeranwärter - FA)                 | Fahnenjunker-Feldwebel (Offizieranwärter - OA)      |                              |  |
|                | SS-Oberscharführer              | Feldwebel                   |                                                           |                                                     |                              |  |
|                |                                 |                             | SS-Oberjunker (Führeranwärter - FA)                       | Fahnenjunker-Unterfeldwebel (Offizieranwärter - OA) |                              |  |
|                | SS-Scharführer                  | Unterfeldwebel              |                                                           |                                                     |                              |  |
|                |                                 |                             | SS-Junker (Führeranwärter - FA)                           | Fahnenjunker-Unteroffizier (Offizieranwärter - OA)  |                              |  |
|                | SS-Unterscharführer             | Unteroffizier               |                                                           |                                                     |                              |  |
|                |                                 |                             |                                                           |                                                     |                              |  |
| center‎         |                                 |                             | SS-Rottenführer                                           | Obergefreiter                                       |                              |  |
| center‎         |                                 |                             | SS-Sturmmann                                              | Gefreiter                                           |                              |  |
|                |                                 |                             | SS-Oberschütze                                            | Oberschütze                                         |                              |  |
|                |                                 |                             | SS-Schütze                                                | Schütze                                             |                              |  |
|                |                                 |                             | - Staffel-Vollanwärter (Allgemeine SS) - Staffel-Anwärter | motsvarighet saknades                               | motsvarighet saknades        |  |
|                |                                 |                             | - Staffel-Jungmann - Staffel-Bewerber                     | Freiwilligenbewerber (Heer)                         | Freiwilligenbewerber (Heer)  |  |

Källa: 

## Truppslagsfärger med mera
De två lägsta graderna i Waffen-SS, hade specialbenämningar efter vilket truppslag de tillhörde.
| Truppslag och personalkårer                                   | Truppslagsfärg  | Truppslagsfärg | Exempel | SS-Schütze                          | SS-Oberschütze                                 |
| ------------------------------------------------------------- | --------------- | -------------- | ------- | ----------------------------------- | ---------------------------------------------- |
| Infanteri * Grenadjärer * Pansargrenadjärer                   | Vitt            |                |         | SS-Grenadier SS-Panzergrenadier     | SS-Obergrenadier SS-Panzerobergrenadier        |
| Infanteri * Grenadjärer * Pansargrenadjärer                   | Vitt            |                |         | SS-Grenadier SS-Panzergrenadier     | SS-Obergrenadier SS-Panzerobergrenadier        |
| Artilleri Truppluftvärn Raketartilleri                        | Scharlakansrött |                |         | SS-Kanonier SS-Schütze SS-Kanonier  | SS-Oberkanonier SS-Oberschütze SS-Oberkanonier |
| Artilleri Truppluftvärn Raketartilleri                        | Scharlakansrött |                |         | SS-Kanonier SS-Schütze SS-Kanonier  | SS-Oberkanonier SS-Oberschütze SS-Oberkanonier |
| Ingenjörstrupper Fältarbetsförband                            | Svart           |                |         | SS-Pionier                          | SS-Oberpionier                                 |
| Signaltrupper Propagandatrupper                               | Citrongul       |                |         | SS-Funker SS-Schütze                | SS-Oberfunker SS-Oberschütze                   |
| Pansartrupper Pansarjägare                                    | Rosa            |                |         | SS-Panzerschütze SS-Schütze         | SS-Panzeroberschütze SS-Oberschütze            |
| Ryttarförband Motoriserade spaningsförband                    | Guldgul         |                |         | SS-Reiter SS-Schütze                | SS-Oberreiter SS-Oberschütze                   |
| Trängtrupper                                                  | Ljusblått       |                |         | SS-Fahrer SS-Kraftfahrer            | SS-Oberfahrer SS-Oberkraftfahrer               |
| Fältläkarkåren och sjukvårdstrupperna                         | Blåklintsblått  |                |         | SS-Schütze                          | SS-Oberschütze                                 |
| Tekniska befäl Feldgendarmerie Rekrytering Personalvårdsbefäl | Brandgul        |                |         | saknade motsvarighet SS-Feldgendarm | saknade motsvarighet                           |
| Totenkopfverbände                                             | Ljusbrun        |                |         | SS-Schütze                          | SS-Oberschütze                                 |
| Generalspersoner Generalstabskåren                            | Ljusgrått       |                |         | saknade motsvarighet                | saknade motsvarighet                           |
| Militärgeologiförband                                         | Ljust laxrosa   |                |         | SS-Schütze                          | SS-Oberschütze                                 |
| Fältveterinärkåren och veterinärtrupperna                     | Karmosinröd     |                |         | SS-Reiter                           | SS-Oberreiter                                  |
| Auditörer                                                     | Vinröd          |                |         | saknade motsvarighet                | saknade motsvarighet                           |
| Intendenter                                                   | Klarblått       |                |         | saknade motsvarighet                | saknade motsvarighet                           |
| RFSS personliga stab                                          | Mörkgrått       |                |         | saknade motsvarighet                | saknade motsvarighet                           |
| Gebirgsjäger                                                  | Gräsgrönt       |                |         | SS-Jäger                            | SS-Oberjäger                                   |
| Verkstadsförband                                              | Laxrosa         |                |         | SS-Schütze                          | SS-Oberschütze                                 |

Källa: